# André Utter

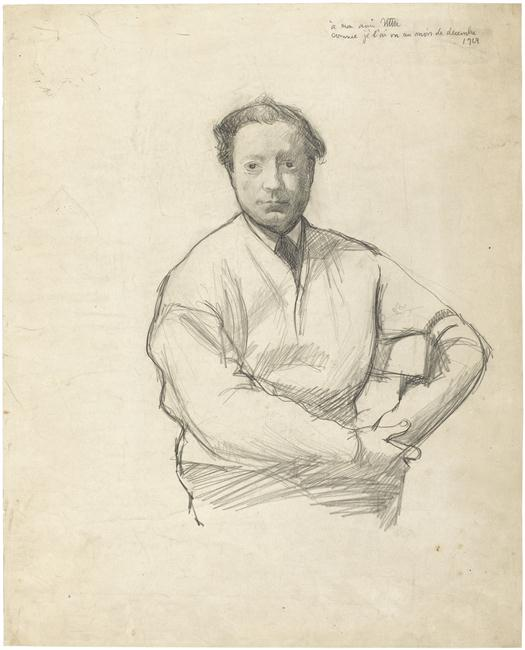
André Utter, 1924 porträtiert von Georges Kars

André Utter (geboren 20. März 1886 in Paris; gestorben 7. Februar 1948 ebenda) war ein französischer Maler, der auch als Modell, Muse und Ehemann von Suzanne Valadon bekannt war.

## Leben

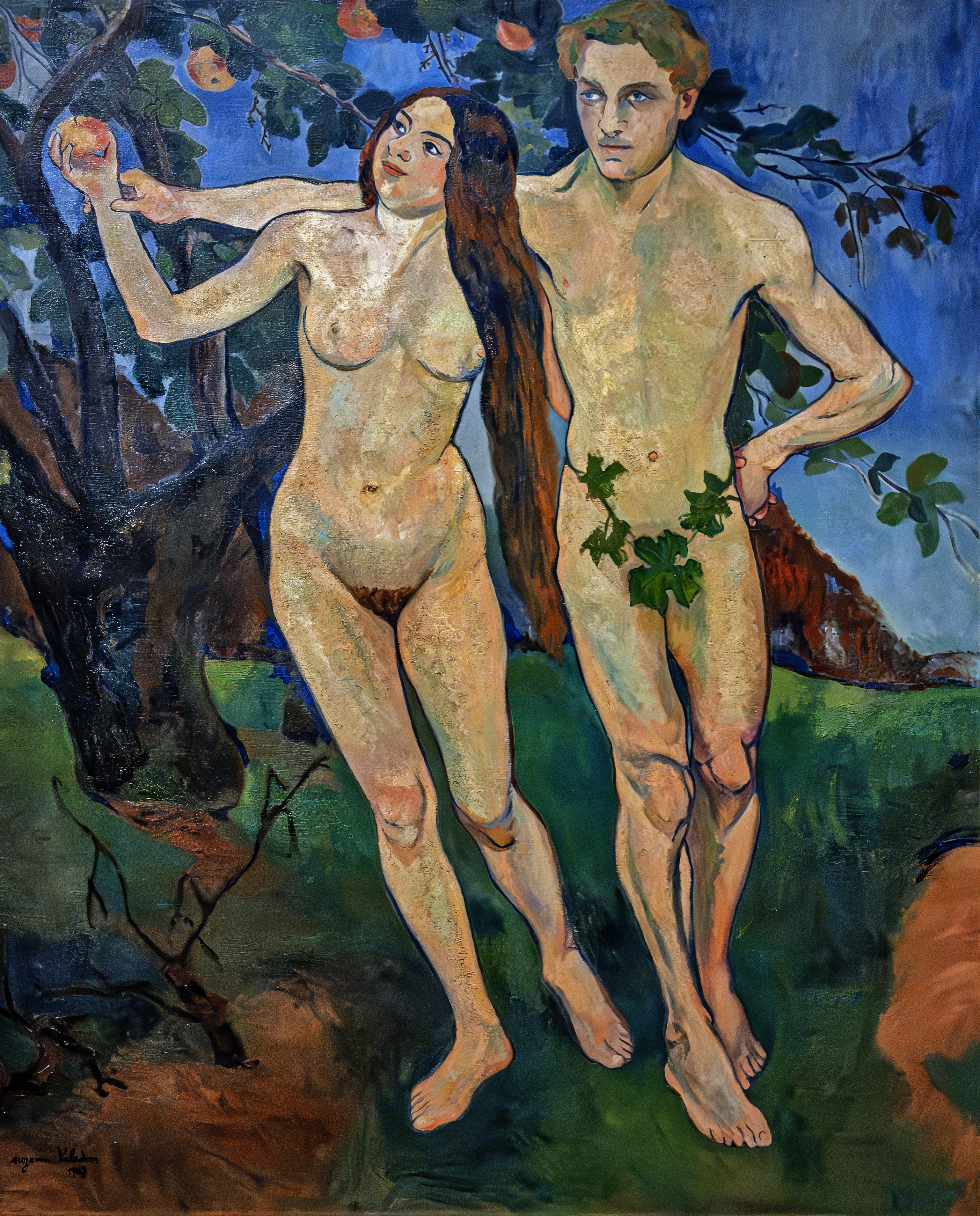
Suzanne Valadon: Adam et Eve, 1909

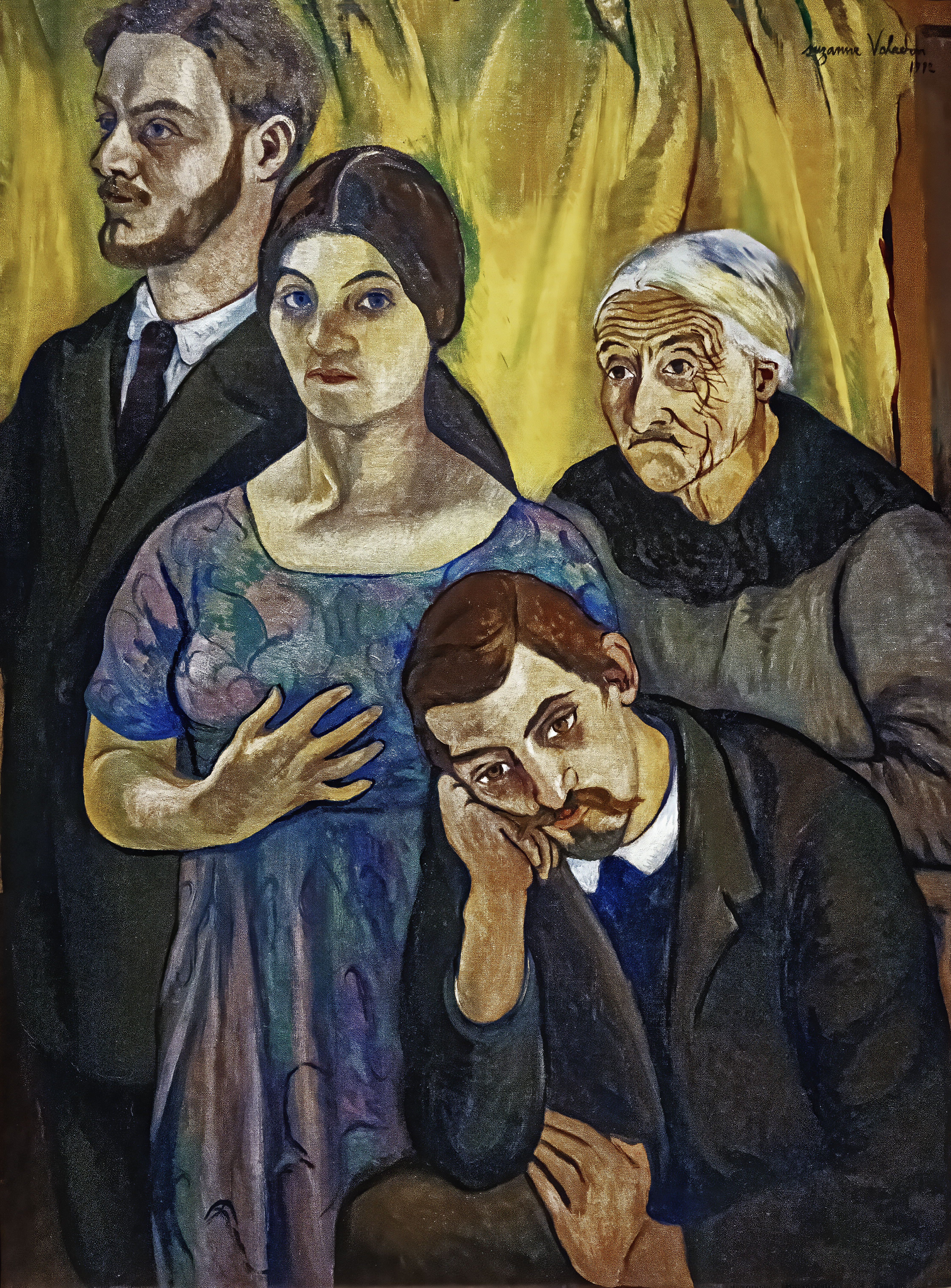
Suzanne Valadon: Portrait de famille, 1912

André Utters Vater war Klempner, und Utter soll Elektriker gewesen sein, bevor er sich entschloss, als Autodidakt ein Maler der Pariser Bohème zu werden. Sein Freund Maurice Utrillo stellte den Zwanzigjährigen 1906 seiner Mutter Suzanne Valadon vor. Er wurde ihr Geliebter und war ihr erstes männliches Modell, das für sie von 1909 bis 1914 nackt posierte.
Ab 1909 lebten Utrillo, der damals alkoholabhängig war, Valadon und Utter in der Rue Cortot 12 auf dem Montmartre in einer Wohnung zusammen und teilten sich ein Atelier. Sie wurden mitunter trinité maudite (übersetzt etwa: verdammte Dreifaltigkeit) genannt. Utter kümmerte sich um die Dinge des Alltags. Valadon führte ihn in Künstlerkreise ein. Von der Liebe zu ihrem 21 Jahre jüngeren Freund fühlte sie sich in ihrer künstlerischen Schaffenskraft beflügelt. Zu Beginn des zwanzigsten Jahrhunderts war ein sexuelles Verhältnis zwischen Malerin und männlichem Modell eine Ausnahme und stellte eine Umkehrung der traditionellen Geschlechterhierarchie dar. Auch in ihren Gemälden von Utter brach Valadon mit Konventionen. Zu einer Zeit, als Künstlerinnen, die nach Akt arbeiteten, Ressentiments entgegengebracht wurden, malte sie sich mit ihrem Geliebten als Adam und Eva, die heiter durch eine sommerliche Landschaft gehen. Die Gleichwertigkeit der Partner hob sie durch eine gleichartige Darstellungsweise hervor. Um das Gemälde jedoch 1920 im Salon des Indépendants ausstellen zu können, musste sie seine Genitalien übermalen. Ihr Gemälde Le lancement du filet von 1914, das auf einer Reise zu dritt in Korsika entstanden war, ist eine Studie des nackten männlichen Körpers, die Utter in drei Positionen zeigt. Es ist das erste Gemälde einer Künstlerin, das einem männlichen Akt in seiner Schönheit und erotischen Ausstrahlung gewidmet war. Ihre Beziehung zu dritt veranschaulicht ihr Gemälde mit dem Titel Portrait de Famille von 1912. Utter erscheint darin mit Anzug, Hemd und Krawatte in der Uniform bürgerlicher Respektierlichkeit auf der äußersten linken Seite, eine symbolische Position, die Autorität und die Rolle eines Familienvaters bedeutete, jedoch abgewandt von ihr und ihrem Sohn im Zentrum. Im Hintergrund rechts sieht man Valadons Großmutter Madeleine. Valadon stand Utter ebenfalls mehrmals Modell. 1913 porträtierte er sie als stehenden Akt in einem expressiven Ölgemälde mit dem Titel Suzanne Valadon se coiffant. Es gehörte zur Sammlung des 1998 geschlossenen Museums Petit Palais in Genf.
Utter und Valadon heirateten auf sein Drängen, kurz bevor er zum Ersten Weltkrieg eingezogen wurde. Als er 1918 zurückkam, übernahm er das Karriere-Management der drei Künstler, später auch die Verantwortung für die Finanzen. Utter zeichnete und malte Landschaften, Stillleben, Porträts und Selbstporträts im Stil eines gemäßigten Expressionismus, der wie bei Valadon zum Naturalismus tendierte. Er illustrierte das Buch Théâtre à lire von Oscar Wilde und war auch als Maler für Theaterkulissen tätig. Zwischen 1915 und 1922 sowie 1925 und 1932 gab es einige gemeinsame Ausstellungen in Paris, darunter in der Galerie von Berthe Weill, die Valadon und Utrillo unter Vertrag nahm, aber nicht Utter. Er hatte eine Einzelausstellung 1932 in Genf, war jedoch als Maler nicht erfolgreich. Die guten Kritiken für Valadon und Utrillo sollen zu Streit wegen seiner Eifersucht geführt haben, besonders nachdem Utter angefangen hatte zu trinken. 1923 kauften er und Suzanne Valadon ein Château in Saint-Bernard, wo sie gemeinsam Zeit verbrachten. Dort hielt er sich zunehmend länger als in Paris auf und ließ sich schließlich dort nieder. Die letzten beiden Gemälde von Valadon, für die er das Modell war, sind auf 1932 datiert. Das eine ist eine Studie seines Kopfes, auf dem anderen posiert er sitzend mit nachdenklichem Ausdruck als Landedelmann mit zwei Hunden in einer herbstlichen Landschaft.
1934 ließen sie sich scheiden. Er blieb Teil ihres Lebens, bis sie vier Jahre später starb. Einen weiteren Verlust erlitt Utter, als Utrillo 1935 heiratete und er dessen Management aufgeben musste. 1943 kehrte er aus Saint-Bernard wieder ganz nach Paris in die Rue Cortot zurück, wo er bis zu seinem Tod 1948 lebte. Er ist neben Suzanne Valadon auf dem Friedhof Saint-Ouen bei Paris beerdigt. Werke von André Utter befinden sich zusammen mit unveröffentlichten Notizen und anderen Dokumenten im Archiv des Musée National d’Art Moderne in Paris.
Im Haus auf der Rue Cortot 12 ist seit 1960 das Musée de Montmartre untergebracht. Das Atelier von Valadon, Utrillo und Utter wurde 2014 wiederhergestellt.

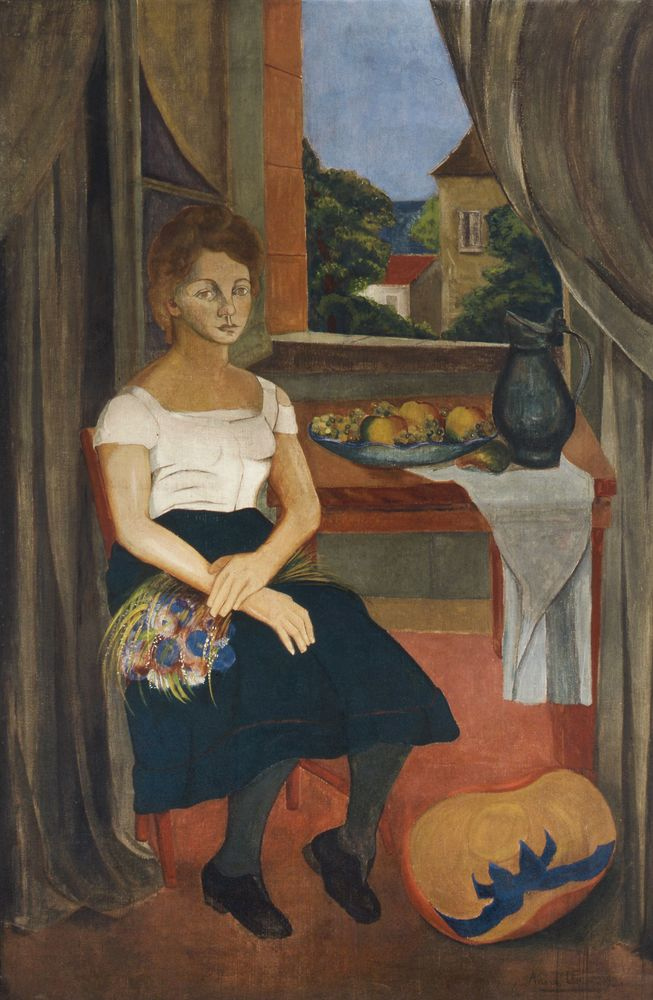
André Utter: Portrait de Suzanne Valadon, 1921
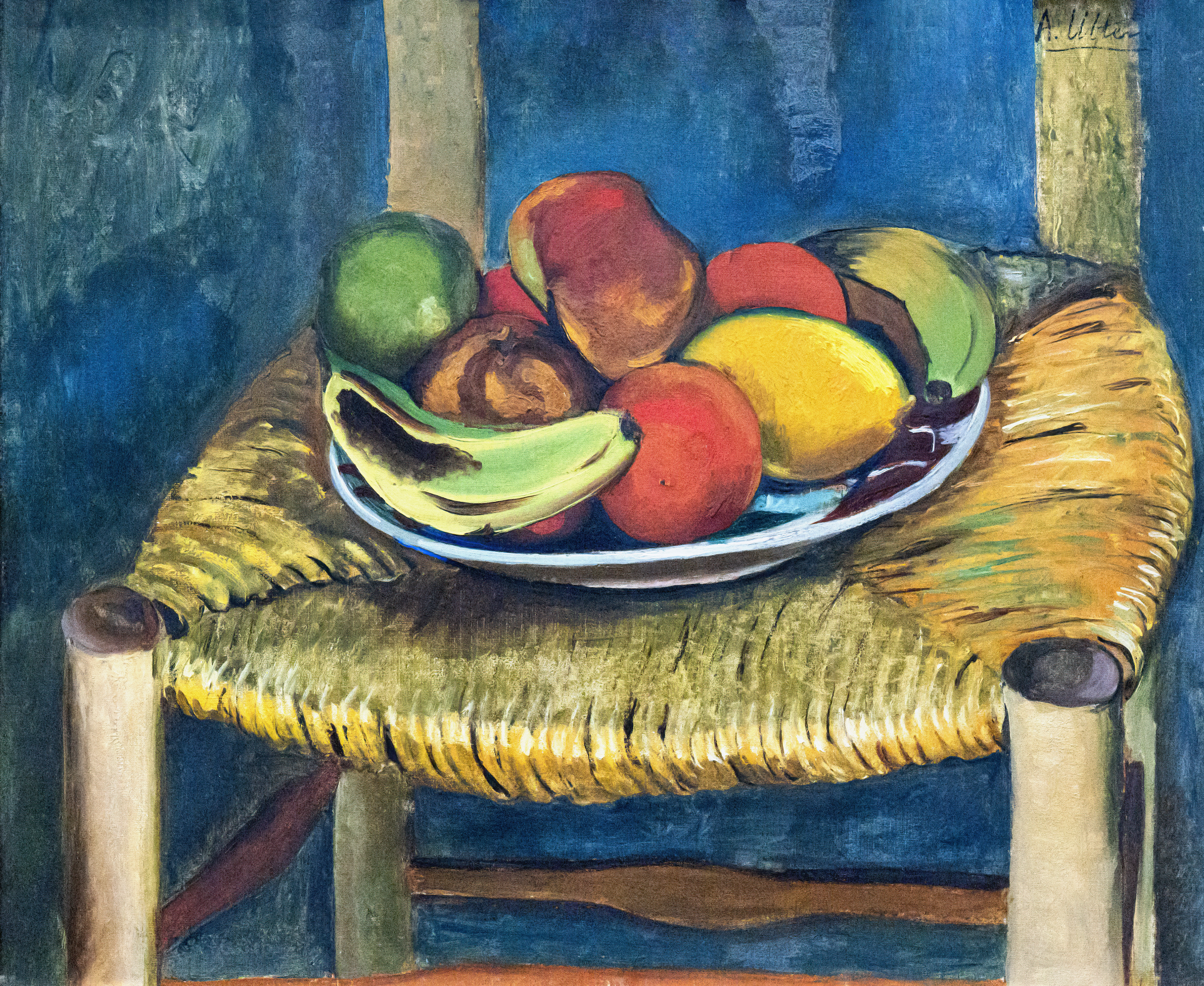
Nature morte au tabouret, Musée Toulouse-Lautrec Albi.
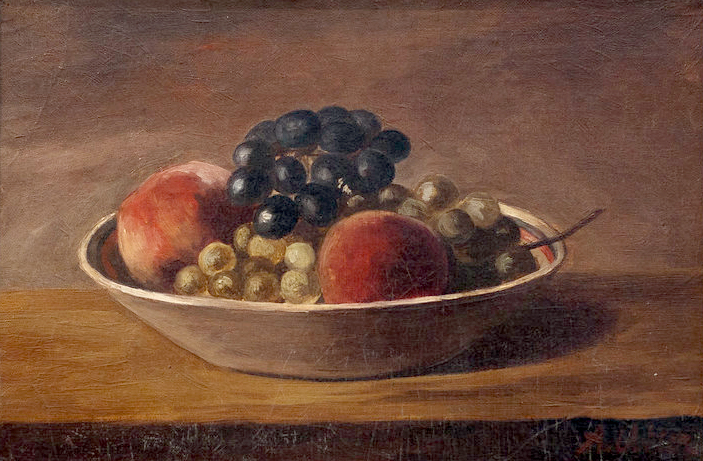
Coupe de fruits (1911), Musée des Beaux-Arts de Brest.

## Ausstellungen
- 2008: Utrillo, Valadon, Utter. 12 rue Cortot. Un atelier, trois artistes. Musée Utrillo-Valadon, Sannois
- 2011/2012: Valadon, Utrillo, Utter: la trinité maudite entre Paris et Saint-Bernard, 1909–1939. Gemälde, Zeichnungen, Fotografien. Musée Paul-Dini de Villefranche-sur-Saône
- 2015/2016: Suzanne Valadon, Maurice Utrillo, André Utter: 12, rue Cortot. Musée de Montmartre, Paris[13][14]
  - Ausstellungskatalog: Jeanine Warnod, Saskia Ooms: Valadon, Utrillo & Utter à l'atelier de la rue Cortot: 1912–1926, Somogy éditions d'art, Paris 2015, ISBN 978-2-7572-0952-3